# Derrick Lewis (lottatore)
Derrick James Lewis (New Orleans, 7 febbraio 1985) è un artista marziale misto statunitense.
Combatte nella divisione dei pesi massimi per l'organizzazione statunitense UFC, nella quale è stato un contendente al titolo nel 2018. In passato ha militato anche nelle promozioni Bellator e Legacy.

## Biografia
Secondo di sette fratelli cresciuti da una ragazza madre, Lewis ha avuto diversi problemi durante l'infanzia ed è stato spesso coinvolto in risse da strada. Nel 1999 la famiglia si spostò a Houston mentre all'età di diciassette anni comincia a praticare la boxe, ma poco prima del suo debutto come dilettante la palestra inaspettatamente chiuse.
Due settimane dopo essersi diplomato Lewis venne accusato di aggressione aggravata e venne posto in libertà vigilata; due anni dopo, mentre frequentava il college grazie ad una borsa di studio ottenuta tramite i suoi risultati nel football, ha violato la libertà vigilata ed è stato condannato a cinque anni di prigione, scontandone però solo tre e mezzo. Una settimana dopo il rilascio è stato introdotto nel mondo delle MMA da un amico e, mentre lavorava come autista di camion, ha ripreso ad allenarsi nella boxe sotto la tutela del grande George Foreman.
Nel 2017 ha sposato la sua fidanzata storica alle Hawaii; la coppia ha tre figli, due maschi e una femmina.

## Caratteristiche tecniche
Dotato di grande potenza nelle braccia, Lewis è un combattente che predilige la lotta in piedi, dove è solito mettere in mostra un ampio bagaglio di combinazioni grazie alla propria abilità nel pugilato; è inoltre dotato di ottime doti da incassatore e attendista, grazie alle quali riesce a cogliere di sorpresa i propri avversari nelle battute finali dei round.

## Carriera nelle arti marziali miste

### Inizi
Lewis debutta ufficialmente nel mondo delle MMA professionistiche nel 2010 e nel giro di tre anni circa mette insieme un record di nove vittorie, due sconfitte e un No Contest. Da segnalare la vittoria del titolo dei pesi massimi Legacy nell'agosto 2012 e la difesa della cintura nel marzo 2013 prima di passare alla UFC.

### Ultimate Fighting Championship
Approdato alla UFC nel 2014, Lewis debutta il 19 aprile vincendo per KO contro Jack May. Il 6 luglio mette ancora KO Guto Inocente prima di essere a sua volta messo al tappeto da Matt Mitrione il 5 settembre. Il 28 febbraio 2015 vince per KO tecnico contro Ruan Potts, mentre il 6 giugno viene battuto da Shawn Jordan. Il 3 ottobre batte Viktor Pesta nella sua città, Houston.
Il 6 febbraio 2016 sfida Damian Grabowski a UFC Fight Night 82, controllando il match senza particolare difficoltà e aggiudicandosi la vittoria per KO alla prima ripresa. Il 10 aprile affronta Gabriel Gonzaga a UFC Fight Night 86: lo statunitense vince per KO nelle battute finali del primo round ottenendo il suo primo riconoscimento Performance of the Night.
Successivamente affronta il veterano ed ex vincitore di The Ultimate Fighter Roy Nelson; i due si sfidano il 7 luglio a UFC Fight Night 90 e Lewis si impone per decisione non unanime. Il 15 ottobre avrebbe dovuto affrontare Marcin Tybura il 15 ottobre 2016 a UFC Fight Night 97, ma l'evento viene cancellato dalla promozione due settimane prima del suo svolgimento. Il 2016 termina comunque bene per lo statunitense: il 9 dicembre combatte con il russo Shamil Abdurakhimov nel main event di UFC Fight Night 102 sconfiggendolo in rimonta al quarto round tramite KO tecnico.
Il 19 febbraio 2017, nel main event di UFC Fight Night 105, affronta Travis Browne, al tempo considerato uno dei dieci pesi massimi più forti del mondo: l'incontro si svolge prevalentemente in piedi, punto di forza di entrambi i combattenti, e dopo un inizio difficile Lewis riuscirà a far valere la maggiore forza fisica e a mettere KO l'avversario al secondo round con un gancio destro alla tempia seguito da un feroce ground and pound; desta scalpore la sua intervista dall'ottagono al termine dell'incontro, durante la quale provoca Browne menzionando le accuse di violenza domestica rivoltegli dalla ex moglie e facendo degli apprezzamenti espliciti nei confronti della fidanzata Ronda Rousey. Il match ottiene il premio Fight of the Night.
L'11 giugno seguente combatte nel main event di UFC Fight Night 110, che lo vede opposto al veterano neozelandese e numero sette di categoria Mark Hunt: il match si svolge esclusivamente in piedi e vede il dominio del lottatore di casa, capace di fermare uno stremato Lewis per KO tecnico al quarto round; la prestazione offerta dai due lottatori varrà ad entrambi il riconoscimento Fight of the Night. Il 18 febbraio 2018 torna alla vittoria contro Marcin Tybura, ottenendo per la seconda volta il riconoscimento Performance of the Night, e il 6 luglio batte per decisione unanime il numero uno di categoria Francis Ngannou: il match, largamente atteso per via della fama da artisti del KO di entrambi, delude tuttavia le aspettative e viene generalmente indicato come uno dei peggiori nella divisione dei pesi massimi, opinione condivisa anche dallo stesso Lewis.
Tre mesi dopo, a UFC 229, ha la meglio sul russo Alexander Volkov, che batte per KO a soli undici secondi dalla fine dell'incontro dopo essere stato dominato per tutto il match: questa vittoria gli vale il suo terzo premio come Perfomance of the Night nonché l'incontro con in palio il titolo dei pesi massimi difeso da Daniel Cormier per UFC 230. Il 3 novembre, proprio a UFC 230, fallisce tuttavia l'assalto al titolo perdendo per sottomissione al secondo round.
Il 9 marzo 2019 viene sconfitto per KO tecnico alla seconda ripresa dall'ex campione Junior dos Santos; entrambi gli atleti vengono premiati con il riconoscimento Fight of the Night.

## Risultati nelle arti marziali miste
| Risultato  | Record    | Avversario             | Metodo                                    | Evento                                                | Data             | Round | Tempo | Città                       | Note                                                             |
| ---------- | --------- | ---------------------- | ----------------------------------------- | ----------------------------------------------------- | ---------------- | ----- | ----- | --------------------------- | ---------------------------------------------------------------- |
| Vittoria   | 29-12 (1) | Tallison Teixeira      | KO tecnico (pugni)                        | UFC on ESPN: Lewis vs. Teixeira                       | 12 luglio 2025   | 1     | 0:35  | Tennessee, Stati Uniti      | Estende il record UFC del maggior numero di vittorie per KO (16) |
| Vittoria   | 28-12 (1) | Rodrigo Nascimento     | KO tecnico (pugni)                        | UFC on ESPN: Lewis vs. Nascimento                     | 11 maggio 2024   | 3     | 0:49  | Missouri, Stati Uniti       |                                                                  |
| Sconfitta  | 27-12 (1) | Jaiton Almeida         | Decisione (unanime)                       | UFC Fight Night: Almeida vs. Lewis                    | 4 novembre 2023  | 5     | 5:00  | São Paulo, Brasile          |                                                                  |
| Vittoria   | 27-11 (1) | Marcos Rogerio de Lima | KO tecnico (pugni)                        | UFC 291                                               | 29 luglio 2023   | 1     | 0:33  | Salt Lake City, Stati Uniti | Batte il record UFC del maggior numero di vittorie per KO (14)   |
| Sconfitta  | 26-11 (1) | Sergey Spivak          | Sottomissione (arm-triangle choke)        | UFC Fight Night: Lewis vs. Spivak                     | 4 febbraio 2023  | 1     | 3:05  | Las Vegas, Stati Uniti      |                                                                  |
| Sconfitta  | 26-10 (1) | Sergei Pavlovich       | KO Tecnico (pugni)                        | UFC 277: Pena vs. Nunes 2                             | 31 luglio 2022   | 1     | 0:55  | Dallas, Stati Uniti         |                                                                  |
| Sconfitta  | 26-9 (1)  | Tai Tuivasa            | KO (gomitata)                             | UFC 271: Adesanya vs. Whittaker 2                     | 12 febbraio 2022 | 2     | 1:40  | Houston, Stati Uniti        |                                                                  |
| Vittoria   | 26-8 (1)  | Chris Daukaus          | KO (pugni)                                | UFC Fight Night: Lewis vs. Daukaus                    | 18 dicembre 2021 | 1     | 3:36  | Las Vegas, Stati Uniti      | Batte il record UFC del maggior numero di vittorie per KO (13)   |
| Sconfitta  | 25-8 (1)  | Ciryl Gane             | KO tecnico (pugni)                        | UFC 265: Lewis vs. Gane                               | 7 agosto 2021    | 3     | 4:11  | Houston, Stati Uniti        | Per il titolo dei pesi massimi UFC ad interim                    |
| Vittoria   | 25-7 (1)  | Curtis Blaydes         | KO (pugno)                                | UFC Fight Night: Blaydes vs. Lewis                    | 20 febbraio 2021 | 2     | 1:26  | Las Vegas, Stati Uniti      | Performance of the Night                                         |
| Vittoria   | 24-7 (1)  | Oleksij Olijnyk        | KO tecnico (pugni)                        | UFC Fight Night: Lewis vs. Oleinik                    | 8 agosto 2020    | 2     | 0:21  | Las Vegas, Stati Uniti      |                                                                  |
| Vittoria   | 23-7 (1)  | Ilir Latifi            | Decisione (unanime)                       | UFC 247: Jones vs. Reyes                              | 8 febbraio 2020  | 3     | 5:00  | Houston, Stati Uniti        |                                                                  |
| Vittoria   | 22-7 (1)  | Blagoy Ivanov          | Decisione (non unanime)                   | UFC 244: Masvidal vs. Diaz                            | 2 novembre 2019  | 3     | 5:00  | New York, Stati Uniti       |                                                                  |
| Sconfitta  | 21-7 (1)  | Junior dos Santos      | KO tecnico (pugni)                        | UFC Fight Night: Lewis vs. dos Santos                 | 9 marzo 2019     | 2     | 1:58  | Wichita, Stati Uniti        | Fight of the Night                                               |
| Sconfitta  | 21-6 (1)  | Daniel Cormier         | Sottomissione (rear-naked choke)          | UFC 230: Cormier vs. Lewis                            | 3 novembre 2018  | 2     | 2:14  | New York, Stati Uniti       | Per il titolo dei pesi massimi UFC                               |
| Vittoria   | 21-5 (1)  | Alexander Volkov       | KO (pugno)                                | UFC 229: Khabib vs. McGregor                          | 6 ottobre 2018   | 3     | 4:49  | Las Vegas, Stati Uniti      | Performance of the Night                                         |
| Vittoria   | 20-5 (1)  | Francis Ngannou        | Decisione (unanime)                       | UFC 226: Miocic vs. Cormier                           | 6 luglio 2018    | 3     | 5:00  | Las Vegas, Stati Uniti      |                                                                  |
| Vittoria   | 19-5 (1)  | Marcin Tybura          | KO tecnico (pugni)                        | UFC Fight Night: Cowboy vs. Medeiros                  | 18 febbraio 2018 | 3     | 2:48  | Austin, Stati Uniti         | Performance of the Night                                         |
| Sconfitta  | 18-5 (1)  | Mark Hunt              | KO tecnico (pugni)                        | UFC Fight Night: Lewis vs. Hunt                       | 11 giugno 2017   | 4     | 3:51  | Auckland, Nuova Zelanda     | Fight of the Night                                               |
| Vittoria   | 18-4 (1)  | Travis Browne          | KO (pugni)                                | UFC Fight Night: Lewis vs. Browne                     | 19 febbraio 2017 | 2     | 3:12  | Halifax, Canada             | Fight of the Night                                               |
| Vittoria   | 17-4 (1)  | Shamil Abdurakhimov    | KO tecnico (pugni)                        | UFC Fight Night: Lewis vs. Abdurakhimov               | 9 dicembre 2016  | 4     | 3:43  | Albany, Stati Uniti         |                                                                  |
| Vittoria   | 16-4 (1)  | Roy Nelson             | Decisione (non unanime)                   | UFC Fight Night: dos Anjos vs. Alvarez                | 7 luglio 2016    | 3     | 5:00  | Las Vegas, Stati Uniti      |                                                                  |
| Vittoria   | 15-4 (1)  | Gabriel Gonzaga        | KO (pugni)                                | UFC Fight Night: Rothwell vs. dos Santos              | 10 aprile 2016   | 1     | 1:48  | Zagabria, Croazia           | Perfomance of the Night                                          |
| Vittoria   | 14-4 (1)  | Damian Grabowski       | KO tecnico (pugni)                        | UFC Fight Night: Hendricks vs. Thompson               | 6 febbraio 2016  | 1     | 2:17  | Las Vegas, Stati Uniti      |                                                                  |
| Vittoria   | 13-4 (1)  | Viktor Pešta           | KO tecnico (pugni)                        | UFC 192: Cormier vs. Gustafsson                       | 3 ottobre 2015   | 3     | 1:15  | Houston, Stati Uniti        |                                                                  |
| Sconfitta  | 12-4 (1)  | Shawn Jordan           | KO tecnico (calcio girato e pugni)        | UFC Fight Night: Boetsch vs. Henderson                | 6 giugno 2015    | 2     | 0:48  | New Orleans, Stati Uniti    |                                                                  |
| Vittoria   | 12-3 (1)  | Ruan Potts             | KO tecnico (pugni)                        | UFC 184: Rousey vs. Zingano                           | 28 febbraio 2015 | 2     | 3:18  | Los Angeles, Stati Uniti    |                                                                  |
| Sconfitta  | 11-3 (1)  | Matt Mitrione          | KO (pugni)                                | UFC Fight Night: Jacare vs. Mousasi                   | 5 settembre 2014 | 1     | 0:41  | Mashantucket, Nuova Zelanda |                                                                  |
| Vittoria   | 11-2 (1)  | Guto Inocente          | KO tecnico (pugni)                        | The Ultimate Fighter: Team Edgar vs. Team Penn Finale | 6 luglio 2014    | 1     | 3:30  | Las Vegas, Stati Uniti      |                                                                  |
| Vittoria   | 10-2 (1)  | Jack May               | KO tecnico (pugni)                        | UFC on Fox: Werdum vs. Browne                         | 19 aprile 2014   | 1     | 4:23  | Orlando, Stati Uniti        | Debutto in UFC                                                   |
| Vittoria   | 9-2 (1)   | Ricky Shivers          | KO tecnico (pugni)                        | Legacy FC 18                                          | 1 marzo 2013     | 3     | 4:22  | Houston, Stati Uniti        | Difende il titolo dei pesi massimi Legacy FC                     |
| Vittoria   | 8-2 (1)   | Jared Rosholt          | KO (pugni)                                | Legacy FC 13                                          | 17 agosto 2012   | 2     | 4:41  | Dallas, Stati Uniti         | Vince il titolo dei pesi massimi Legacy FC                       |
| Vittoria   | 7-2 (1)   | Alex Flores            | KO tecnico (ginocchiata al corpo e pugni) | RFA 2                                                 | 30 marzo 2012    | 1     | 2:37  | Kearney, Stati Uniti        |                                                                  |
| No Contest | 6-2 (1)   | Jeremiah Constant      | No Contest (pugni alla nuca)              | Fight To Win: Paramount Prize Fighting 2012           | 27 gennaio 2012  | 1     | 0:48  | Denver, Stati Uniti         |                                                                  |
| Vittoria   | 6-2       | Rakim Cleveland        | KO tecnico (pugni)                        | Legacy FC 9                                           | 16 dicembre 2011 | 3     | 3:12  | Houston, Stati Uniti        |                                                                  |
| Vittoria   | 5-2       | Jay Peche              | KO tecnico (pugni)                        | Immortal Kombat Fighting                              | 3 settembre 2011 | 1     | 0:46  | Spring, Stati Uniti         |                                                                  |
| Sconfitta  | 4-2       | Tony Johnson           | Decisione (unanime)                       | Bellator 46                                           | 25 giugno 2011   | 3     | 5:00  | Hollywood, Stati Uniti      | Debutto in Bellator MMA                                          |
| Vittoria   | 4-1       | Taylor Herbert         | KO tecnico (pugni)                        | International Xtreme Fight Association                | 26 febbraio 2011 | 1     | 2:14  | Houston, Stati Uniti        |                                                                  |
| Vittoria   | 3-1       | Rakim Cleveland        | Sottomissione (armbar)                    | Worldwide Gladiator                                   | 12 novembre 2010 | 2     | 1:33  | Pasadena, Stati Uniti       |                                                                  |
| Vittoria   | 2-1       | Ryan Martinez          | KO tecnico (pugni)                        | Fight to Win/King of Champions: Worlds Collide        | 24 luglio 2010   | 2     | 1:03  | Houston, Stati Uniti        |                                                                  |
| Sconfitta  | 1-1       | Shawn Jordan           | Decisione (unanime)                       | Cajun Fighting Championships: Full Force              | 25 giugno 2010   | 3     | 5:00  | Lafayette, Stati Uniti      |                                                                  |
| Vittoria   | 1-0       | Nick Mitchell          | KO tecnico (pugni)                        | Worldwide Gladiator                                   | 9 aprile 2010    | 2     | 1:33  | Pasadena, Stati Uniti       |                                                                  |